# Euxoa clauda
Euxoa clauda là một loài bướm đêm thuộc họ Noctuidae. Loài này có ở Asia, bao gồm Turkmenistan.